# Cythere triangularis
Cythere triangularis är en kräftdjursart. Cythere triangularis ingår i släktet Cythere och familjen Cytheridae. Inga underarter finns listade i Catalogue of Life.